# Кулиев, Мамед Мехти оглы
Мамед Мехти оглы Кулиев (азерб. Məmməd Mehdi oğlu Quliyev; 9 февраля 1936 — 1 октября 2001) — советский азербайджанский композитор, педагог, общественный деятель. Заслуженный деятель искусств Азербайджанской ССР (1982).

## Биография
Родился в городе Геокчай Азербайджанской ССР. В 1956 году окончил Бакинское музыкальное училище имени Асафа Зейналлы по классу игры на таре Р. Мамедбейли и по классу композиции М. Ахмедова. В 1963 году с отличием окончил Азербайджанскую государственную консерваторию имени Узеира Гаджибекова по классу композиции у Кара Караева. В 1956—1958 годах преподавал игру на таре и теоретические предметы в музыкальной школе в Геокчае. В 1958—1959 годах — тарист в оркестре народных инструментов Азербайджанского радио и телевидения. С 1960 года и до конца жизни преподавал в Бакинском музыкальном училище. Член правления Союза композиторов Азербайджана. Активный член и один из руководителей секций симфонической и камерной музыки Союза композиторов Азербайджана. Неоднократно избирался делегатом съездов Союза композиторов СССР. Член правления Союза композиторов СССР.
Мамед Кулиев впервые привнес в камерно-вокальную музыку гротесковые образы (цикл романсов для баса и фортепиано на слова А. Салахзаде), расширил жанровые рамки национальной оперы (опера «Обманутые звёзды» — первый и единственный образец оперы-сатиры в Азербайджане), написал сонаты для необычных составов, таких как, высокая флейта-пикколо и низкий контрабас, а также гобой и бас-кларнет, впервые ввел в симфонию партию народной певицы и хор.
Мамед Кулиев — автор оперы «Обманутые звёзды» по одноименной повести Мирза Фатали Ахундова, 7 симфоний и других крупных вокальных, симфонических, камерных и инструментальных произведений.

## Избранные сочинения
- «Обманутые звезды» («Aldanmış ulduzlar») — опера, в двух действиях, четырёх картинах с прологом и эпилогом. Либретто — Видади Пашаева (1977).
- Симфония I (1963),
- Симфония II (1968) — «Антивоенная»,
- Симфония III (1970) — «Mən — Azərbaycanam» («Я — Азербайджан») на слова Фикрет Годжа,
- Симфония IV (1984) — «Muğam» («Мугам»),
- Симфония V (1988) — посвящение Рауф Абдуллаеву,
- Симфония VI (1990),
- Симфония VII (1993) — «Xəmsədən damlalar» («Капли из Хэмзы») к 850-летию Низами Гянджеви.
- «Simfoniya — rekviyem» памяти жертв Ходжалы
- «Simphonia Domestica» для камерного оркестра
- «Simfoniyetta» — в 4-х частях для большого симфонического оркестра
- «Rekviyem» памяти жертв 20 января — для большого симфонического оркестра
- «Muğamsayağı» və «Aşıqsayağı» («В стиле мугам» и «Ашугская») — для камерного оркестра
- «Çağırtılar» («Позывные») — для большого симфонического оркестра
- Торжественный Концерт — Увертюра — для большого симфонического оркестра
- «Праздничный марш» — для большого симфонического оркестра
- «Романтическая Поэма» — для большого симфонического оркестра
- «Лярго и Скертцо» — для камерного оркестра
- «Музыка печали» — для камерного оркестра
- Соната — для габоя и баскларнета
- Соната — для пикколо и контрабаса
- «Ностальгия» — для струнного оркестра — посвящение Кара Караеву
- 2 Пьесы — для камерного оркестра — посвящение Кара Караеву
- «Нонет» — для духовых и ударных инструментов
- «Cangi» («Джанги») — для габоя, зурны и большого симфонического оркестра
- Концерт для тара и фортепиано
- «Rondo» — для тара и фортепиано
- «Hərbi Marş» (Военный Марш) — для духового оркестра
- Квартет — для двух скрипок, альта и виолончели
- «Трио» — для скрипки, фортепиано и виолончели
- «Türk xalq mahnısı» («Турецкая народная песня») — для 2-х скрипок и фортепиано
- «Альбом для фортепиано» — 20 пьес для фортепиано https://www.youtube.com/watch?v=Ofr9lBdSiig&index=1&list=PLua6TMYEBFsZzWYxtHjjA632wYrqHdIYj
- «Dədə Qorqud diyarı — Azərbaycan» («Край Деде Горгуда») — одночастная кантата — для баритона, сопрано, хора и большого симфонического оркестра — на слова Фикрет Годжа
- «Şəbi-hicran» — лирическая поэма — для хора и большого симфонического оркестра — на слова Физули
- «Rekviyem» одночастная кантата — для меццо-сопрано, сопрано, хора и большого симфонического оркестра — на слова Фикрет Годжа
- «Поэма — Реквием» — для баса, хора и большого симфонического оркестра — на слова А. Салахзаде
- «Abşeron» («Апшерон») трехчастная кантата — для смешанного хора и большого симфонического оркестра — на слова Ю.Гасанбека
- «Əməyin himni» («Гимн труда») четырёхчастная кантата — для сопрано, хора и большого симфонического оркестра — на слова А. Салахзаде и В. Пашаева
- «Bahar bayramı» («Праздник Весны») кантата — для сопрано, хора и большого симфонического оркестра — на слова В. Пашаева
- «Kənd kantatası» («Сельская кантата») — для солистов, хора и большого симфонического оркестра
- «Nizami haqqında dastan» («Сказание о Низами») оратория — для смешанного хора — a capella — на слова А. Салахзаде
- «Bizim dağlar» («Наши горы») оратория — для солиста, хора и большого симфонического оркестра — на слова Гусейн Джавида
- «Dağlar» («Горы») — для смешанного хора — a capella — на слова Самед Вургуна
- «Qəzəl» («Газель») — для сопрано и большого симфонического оркестра — на слова Низами Гянджеви
- «Lirik poema» («Лирическая поэма») — для сопрано, 2 флейт, фортепиано и струнного оркестра — на слова Низами Гянджеви
- «Iki ballada» («Две баллады») — для сопрано и фортепиано — на слова Гусейн Джавида
- «Ballada» («Баллада») — для голоса и фортепиано — на слова А. Халдеева
- «Üç portret» («Три портрета») вокальный цикл — на слова А. Салахзаде — посвящение Узеир Гаджибекову
- Две азербайджанские песни — «Ceyran», «Gəl bizə»
- Семь азербайджанских народных песен